# Helm von Agris
Der Helm von Agris ist ein vergoldeter keltischer Repräsentationshelm des 4. vorchristlichen Jahrhunderts, der 1981 in der Grotte des Perrats bei Agris im französischen Département Charente, Region Nouvelle-Aquitaine, gefunden wurde.

## Entdeckungsgeschichte
Der Helm von Agris, Französisch Casque d’Agris, wurde 1981 in der Grotte des Perrats entdeckt. Der Zugang zur Höhle war erst seit über einer Woche bekannt, als Höhlenforscher am 9. und 10. Mai zwei zusammenhängende Vorderteile des Helms bargen. Sie steckten im Auswurfhaufen eines Dachsbaus im Zentralraum der Höhle. Daraufhin wurde sehr rasch ein Grabungsteam bestellt, das die Höhle erkunden sollte. Es fand Reste von Goldfolie, zwei Bruchstücke, die sich zu einem größeren Dreiecksteil zusammenfügten und den eigentlichen Helm. Bis auf den vom Dachs abgetrennten Teil war der Helm in sehr gutem Zustand.
Es fanden sich Hinweise, dass die Höhle bereits ab dem Mesolithikum, während der Bronzezeit, der Eisenzeit, der gallorömischen Epoche und bis ins Mittelalter benutzt worden war. Im 13. oder 14. Jahrhundert war dann der Eingang eingestürzt, so dass die Höhle verschlossen war. Zum Fundzeitpunkt waren fast sämtliche Helmteile von Tieren in Mitleidenschaft gezogen worden. Im Jahr 1983 wurden bei erneuten Ausgrabungen der Wangenschutz und drei Ornamentikfragmente, die von der Helmseite stammten, gefunden. Weitere, mehrere Meter von der Helmfundstelle entfernt liegende Bruchstücke kamen 1986 zum Vorschein, darunter die Basis der Helmspitze. Sie waren offensichtlich von Dachsen oder Menschen dorthin verfrachtet worden. Der zweite Wangenschutz sowie die Verzierung der Helmspitze wurden noch nicht entdeckt.
Der französische Staat kaufte die Fundstücke vom Landeigentümer. Der Helm wurde dann von Laszlo von Lehóczky im Römisch-Germanischen Zentralmuseum in Mainz restauriert. Er wird im Musée d’Angoulême in Angoulême aufbewahrt. Der Helm gilt als eines der Meisterwerke keltischer Kunst und war bereits auf verschiedenen internationalen Ausstellungen zu sehen. Unter dem Titel „Le casque d’Agris“ erscheint er sogar in einer Bande dessinée aus dem Jahr 2005.

## Kultureller Zusammenhang
Neue Ausgrabungen im Jahr 2002 konnten zeigen, dass der Höhleneingang von einer Lehmmauer und einem Graben umgeben war. Die Höhle hatte wahrscheinlich bis zum frühen römischen Kaiserreich als Sanktuarium gedient. Der Helm ist ein isolierter Einzelfund, der bewusst in der Höhle abgelegt worden war – für eine Bestattung fehlen sämtliche Hinweise. Während der Ablage wurden einige seiner externen Verzierungen abgebrochen und im Helminneren platziert. Der Ablageort war sorgfältig ausgesucht worden. Seine Entdecker sind der Ansicht, dass der Helm möglicherweise eine Votivgabe an die Geister der Unterwelt darstellt. Römischen Quellen zufolge trugen die keltischen Krieger keine Helme. Der Helm von Agris dürfte daher eine rein zeremonielle Funktion besessen haben, um den hohen Rang seines Trägers zu bekunden.

## Beschreibung

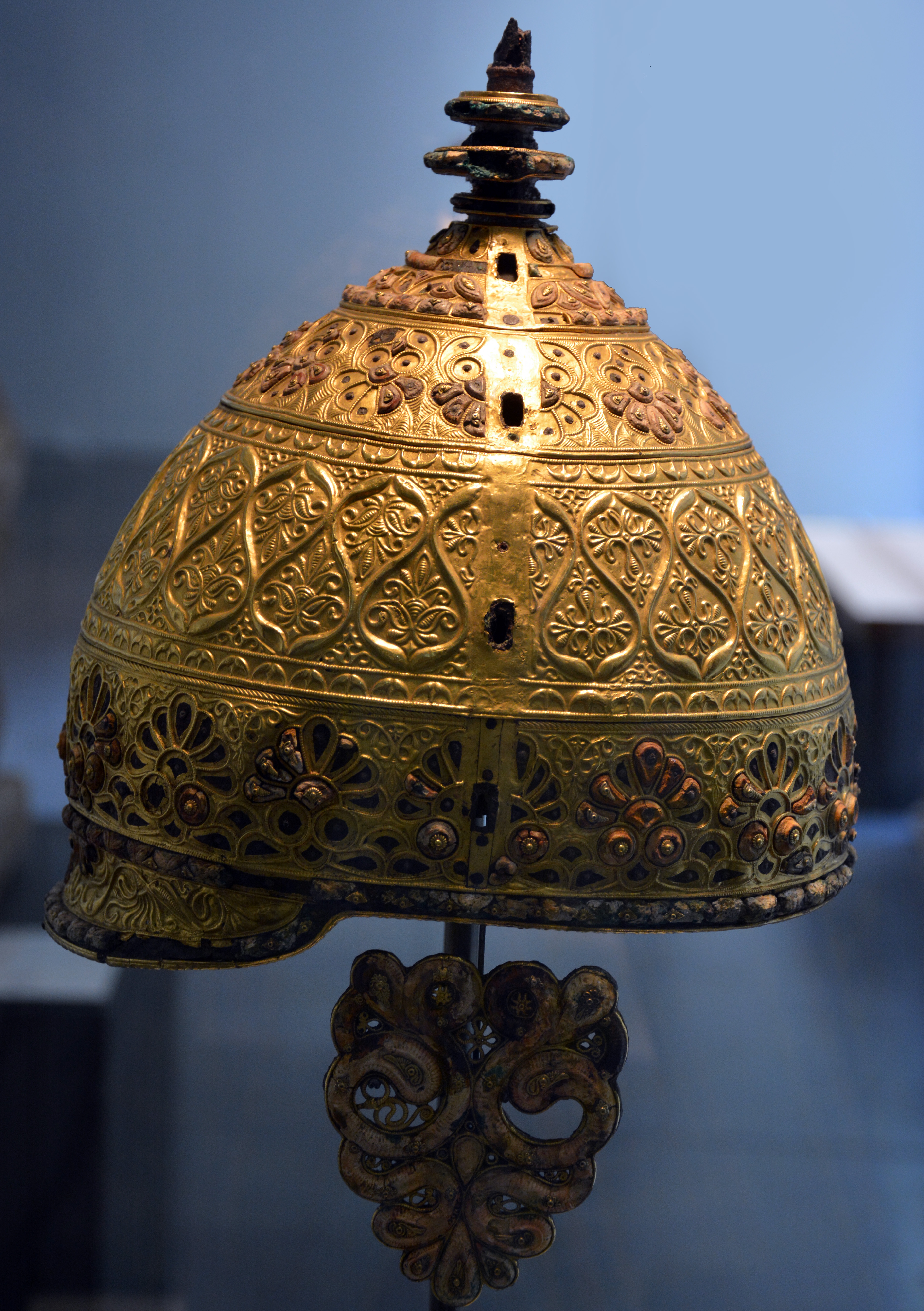
Schrägansicht des Helms von Agris mit Nackenschutz und rechter Wangenklappe

Der Helm von Agris misst 21,4 Zentimeter in der Höhe und 23 × 19 Zentimeter in den Breitendimensionen, der zugehörige Wangenschutz 9,4 × 7,6 Zentimeter. Er wird manchmal mit einem Jockey-Helm verglichen, dessen Schirm jedoch in Wirklichkeit einen Nackenschutz darstellt. Im Innern des Helms befindet sich ein Eisenhut, der aber mittlerweile stark verrostet ist. Der Eisenhut ist aus einem einzigen Stück geschmiedet. Der Nackenschutz war fest mit dem Helm verbunden – und nicht genietet, wie oft fälschlich behauptet. Der innere Eisenhut wird vollständig von Bronzezierbändern bedeckt, deren Flachreliefs entweder gegossen oder getrieben wurden. Die vier horizontal umlaufenden Bronzebänder sind ihrerseits auf der Außenseite gänzlich mit Goldfolie überzogen. Die Verzierungen inkorporieren Cabochons aus geformter und polierter Edelkoralle.
Sämtliche Zierreliefs waren auf den Bronzestreifen angebracht worden, bevor das Blattgold aufgetragen wurde. Das nur etwa 70 μ dicke Blattgold wurde mit einem Werkzeug aus Holz oder Knochen über die Zierreliefs gepresst. Die Furchen und die imitierte Filigranarbeit in der Bronze reichten aus, um das Blattgold an Ort und Stelle zu halten. Die Cabochons aus Edelkoralle wurden mit Silbernieten auf der Bronze befestigt, deren Köpfe mit Diamant- oder Palmblattmotiven verziert sind. Gelegentlich wurden die aufnehmenden Vertiefungen auch mit Gold ausgelegt, ehe der Cabochon befestigt wurde. Um den Cabochon wurde dann reichlich Blattgold gelegt, so dass eine kleine tassenartige Struktur um den Stein entstand.
Der Wangenschutz ist sehr sauber geschmiedet. Für ihn wurden dieselben Materialien und Techniken wie beim Helm eingesetzt. Anzeichen sprechen überdies für eine Verwendung von Holz und Leder.

## Ornamente
Der Helm von Agris ist überaus reich mit Palmetten verziert. Viele der Palmetten und der Nieten werden von Edelkoralle verfüllt. Die auf pflanzlichen Mustern beruhenden Ornamente bilden ein Arrangement von drei übereinanderliegenden Bändern. Aufgrund seiner abwechslungsreichen Ornamente dürfte der Helm einen der reichhaltigsten keltischen Kunstgegenstände darstellen.
Im unteren und im oberen Band ist eine Reihe unzusammenhängender Palmetten formell als Friese angeordnet. Die Verzierungen des mittleren Bandes beruhen auf einer Anordnung von S-förmigen Kurven, die in anschwellenden Blättern auslaufen. Die Kurven werden von Palmetten, kommagleichen Blättern und sich überkreuzenden Ranken ausgefüllt. Auf dem Nackenschutz sind die Muster weniger formell und wesentlich fließender. Der Wangenschutz besitzt ein Palmettenmuster mit einer eingerollten, gehörnten Schlange. Gehörnte Schlangen erscheinen recht oft in römisch-keltischen Kunstgegenständen Großbritanniens und Frankreichs, sind aber in der frühen Latènezeit nur sehr selten. Mit diesem Motiv des Helms von Agris hat es möglicherweise eine spezielle Bewandtnis.

## Stilistische Zuordnung
Die Gestaltung des inneren Eisenhuts zeigt Ähnlichkeiten mit einer Reihe von Helmfunden aus den Zentralalpen. Die Bronzestreifenbeschichtung erinnert an italienische Helme des Montefortino-Typs. Die Palmetten stellen eine stilistische Verbindung zur frühen Latènezeit her. Die meisten der benutzten Motive gehören entweder direkt zur ersten westlichen Stilgruppe der Latène-Kultur oder sind Ableitungen hiervon. Einige der Motive besitzen jedoch Affinitäten zur intermediären Gruppe des Waldalgesheim-Stils.
Die Ornamentik spiegelt im Wesentlichen den frühen Stil keltischer Kunst aus dem 5. vorchristlichen Jahrhundert wider, einige der Motive sind jedoch kennzeichnend für den Waldalgesheim-Stil des 4. Jahrhunderts v. Chr. Das mittlere Band besitzt Ähnlichkeiten mit Motiven auf Waldalgesheim-Armreifen – und rückt somit den Herstellungszeitpunkt des Helms in die erste Hälfte des 4. Jahrhunderts v. Chr. Die großen siebenblättrigen Palmetten im unteren Band und der Hauptfries im mittleren Band sind möglicherweise von zentralitalienischer, tyrrhenischer Terrakotta des 5. und 4. vorchristlichen Jahrhunderts beeinflusst worden. Der Nackenschutz vereint Waldalgesheim-Stilelemente mit griechischer oder etruskischer Kunst des 4. Jahrhunderts v. Chr.

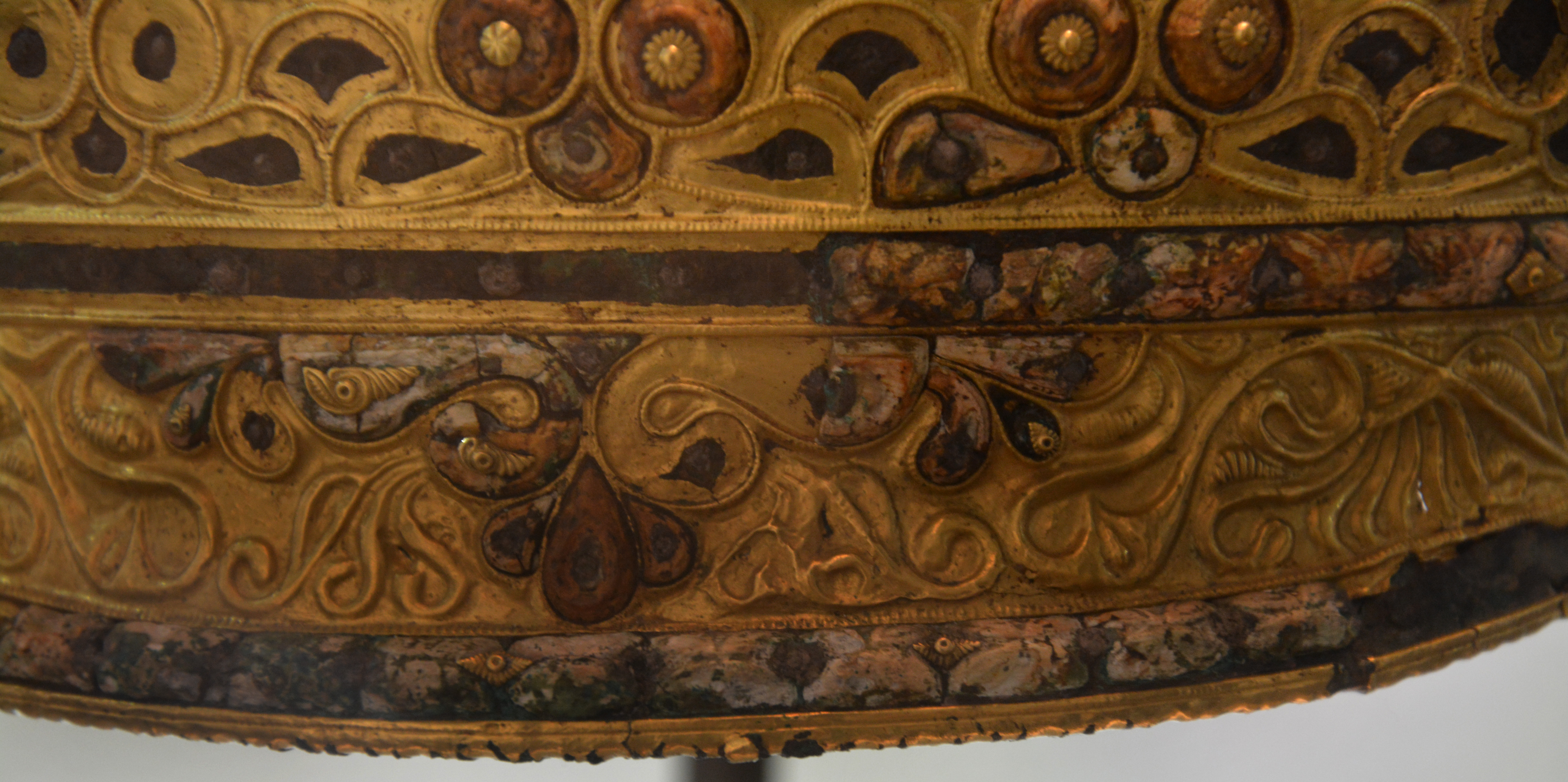
Verzierung auf dem Nackenschutz
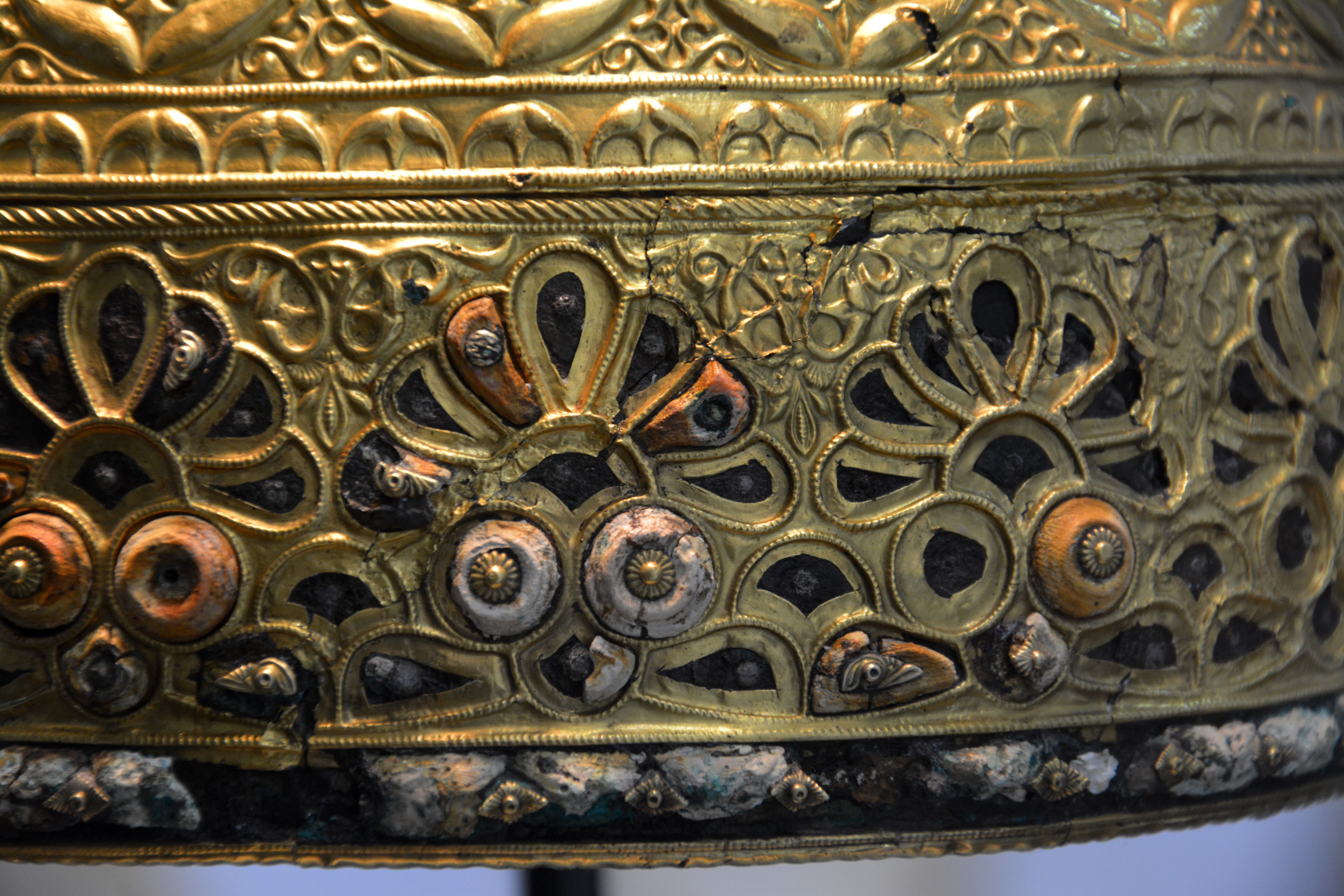
Dekoration des unteren Bandes
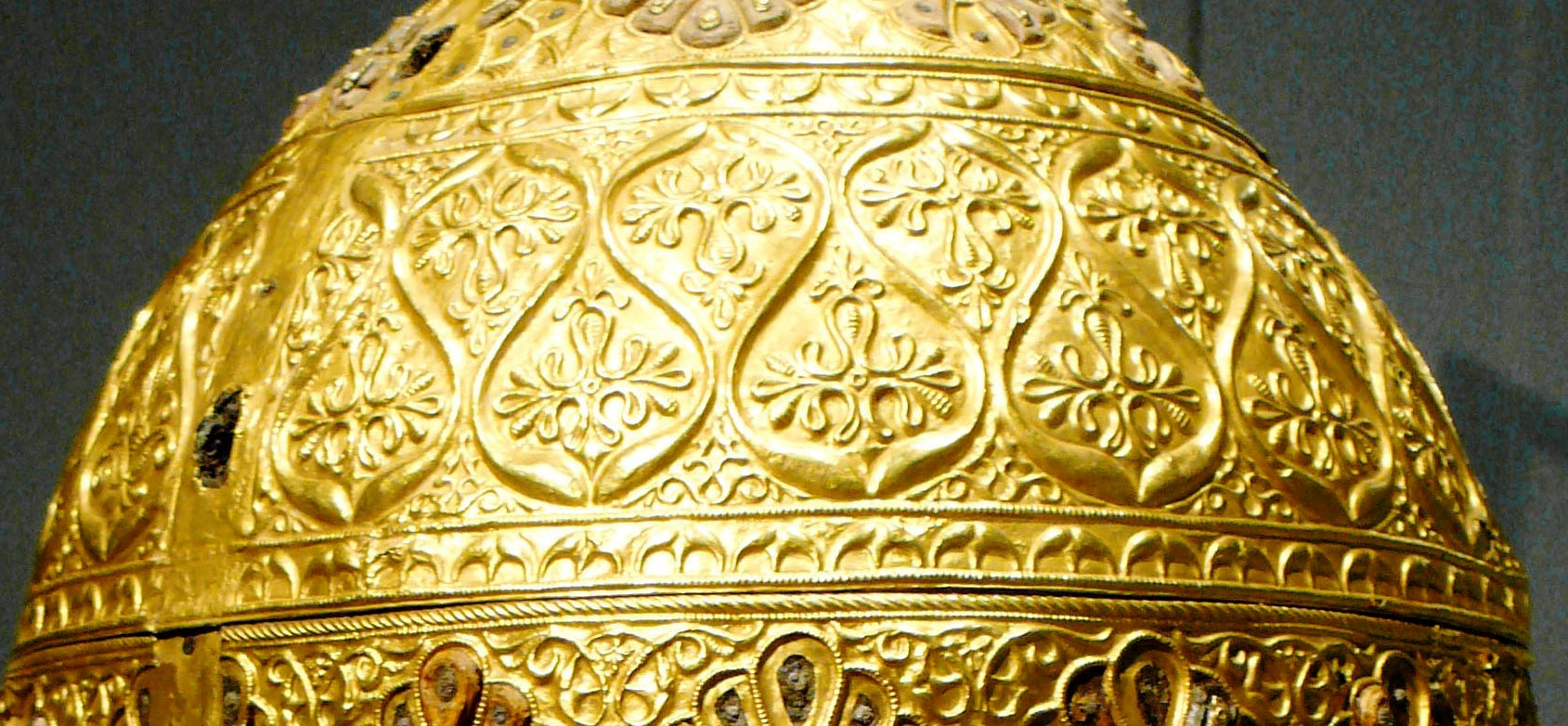
Dekoration des mittleren Bandes
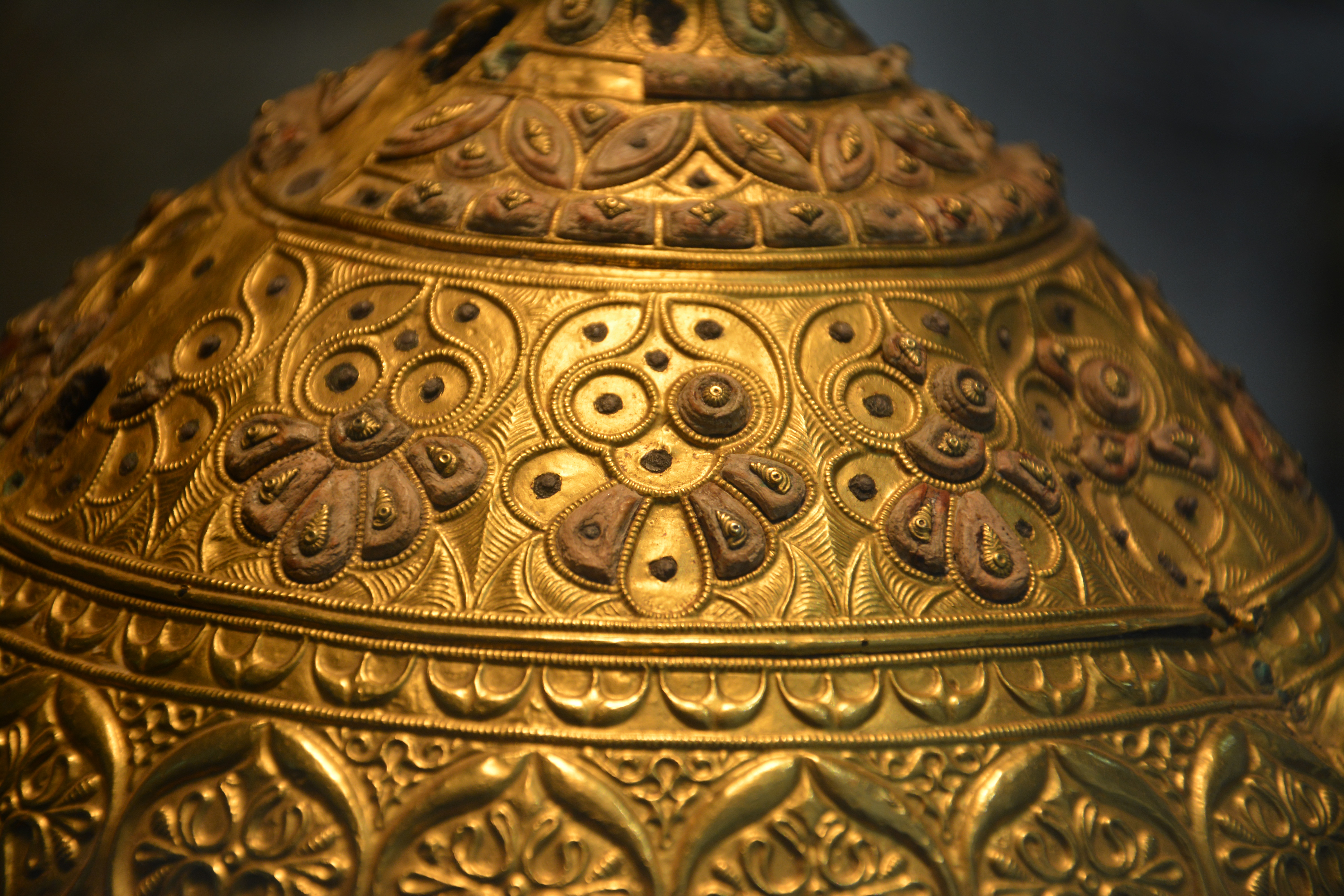
Dekoration des oberen Bandes

## Entstehung

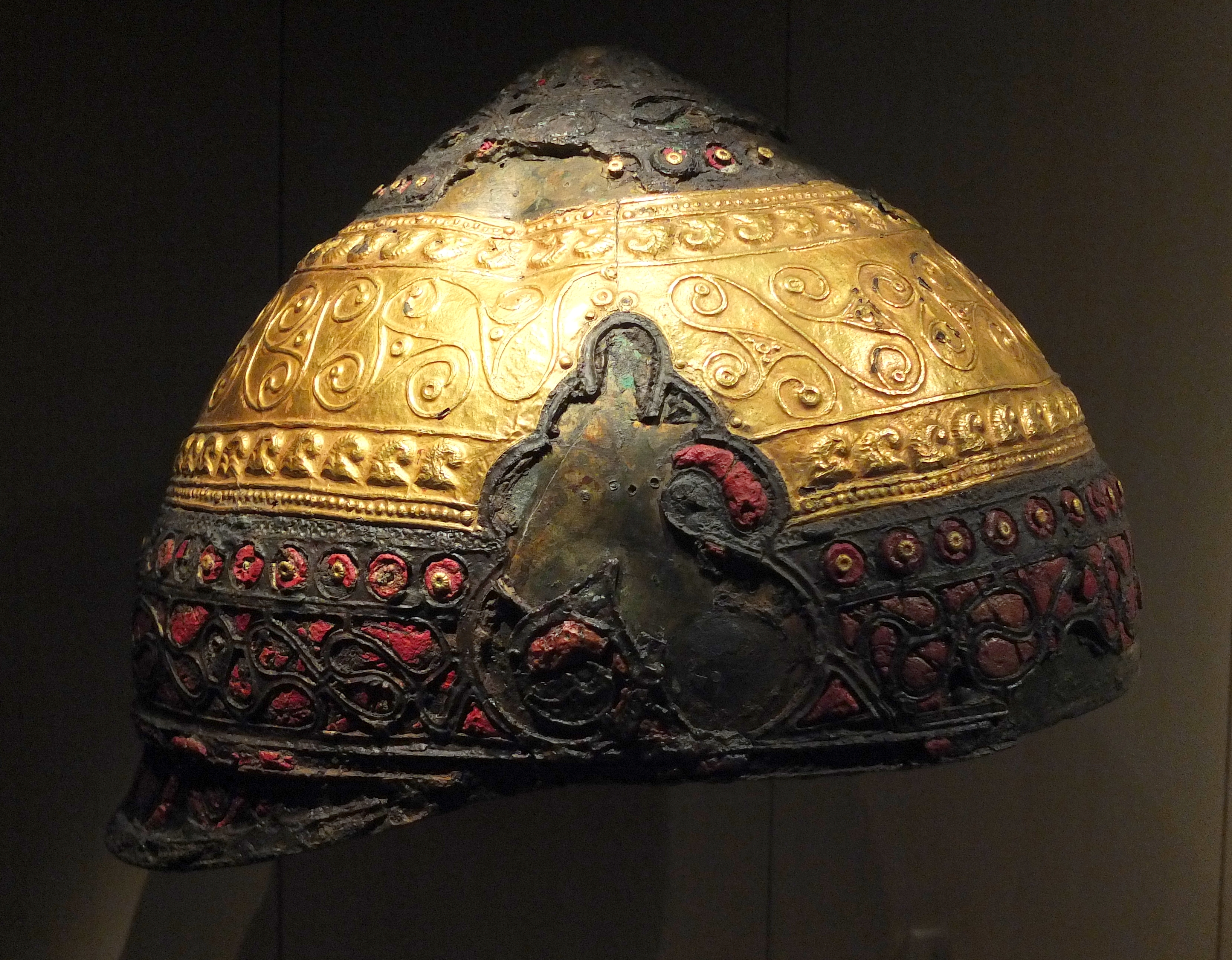
Der Helm von Amfreville

Für den Herkunftsort des Helms von Agris werden drei Gebiete der damaligen keltischen Welt in Erwägung gezogen:
- die nord- oder zentraladriatische Region Italiens
- die nördliche Alpenregion
- die Region des Fundorts in Westfrankreich.

Für Italien sprechen die Pflanzenmuster. Von diesen wird angenommen, dass sie von in Italien siedelnden keltischen Handwerkern entwickelt wurden, welche ihrerseits im direkten Kontakt mit etruskischen oder griechischen Künstlern standen. Die Komplexität in Montage und Ornamentik wird durch die Nähe führender metallverarbeitenden Zentren wie beispielsweise in Tarent oder in Kampanien erklärt.
Für die nördliche Alpenregion – das einstige Zentrum der keltischen Kultur – sprechen die verwendeten Materialien, Techniken, Gesamteindruck und Ornamentik. Die konisch zulaufende Helmspitze leitet sich offenbar von im Nordalpenbereich beheimateten keltischen Helmen der beginnenden zweiten Eisenzeit ab. Diese zeigen – falls ornamentiert – übereinanderliegende Bänder. Einige Details der pflanzlichen Verzierungen ähneln Mustern, wie sie bei Funden in Österreich, in den Alpen und in der westlichen Schweiz angetroffen werden.
Die dritte Möglichkeit ist natürlich, dass der Helm in der Nähe seines Fundorts hergestellt wurde. Dafür spricht, dass er einer kleinen Reihe von Repräsentationshelmen angehört, die im Westen Frankreichs entdeckt wurden. Ein Beispiel hierfür ist der vollkommen verzierte Helm von Amfreville-sous-les-Monts im Département Eure. All diese Helme bestanden aus einem Eisen- oder Bronzehut, der mit Zierbändern eines anderen Metalls bedeckt war. Ferner tragen sie alle rote Ziersteine, vorwiegend aus Edelkoralle.

## Verwendetes Gold
Goldproben von verschiedenen Helmteilen legen einen außergewöhnlich hohen Reinheitsgrad an den Tag, typischerweise 99 Prozent Gold, 0,5 Prozent Silber und 0,2 Prozent Kupfer. Dieser sehr hohe Reinheitsgrad ist für antike Fundstücke recht selten. So zeigen Analysen von griechischen oder etruskischen Goldobjekten dieser Epoche einen wesentlich höheren Silbergehalt. Gegenstände mit einem derart hohen Reinheitsgrad wurden südwestlich der Loire angetroffen – in einem Gebiet, in dem auch Agris zu liegen kommt. Die einzigen vergleichbaren Kunstobjekte gehören zu keltischem Schmuck des 3. vorchristlichen Jahrhunderts, der aus derselben Region stammt. Möglicherweise wurde der Helm im Westen hergestellt, wobei jedoch die ausführenden Kunsthandwerker ihre Ausbildung in der Nordalpinen Schule erhalten hatten. Das Gold stammte wahrscheinlich aus seit dem 5. vorchristlichen Jahrhundert bestehenden Goldbergwerken im westlichen Massif Central (Limousin).

## Alter
Der Helm von Agris stammt zweifellos aus der frühen Latènezeit. Sein Blattgold ist von einem sehr hohen Reinheitsgrad. Womöglich stellt der Helm einen der frühesten hochwertigen Goldgegenstände Europas dar. Er wurde aber im Vergleich zu anderen hochrangigen Metallarbeiten aus der Latènezeit sehr weit im Westen aufgefunden. Ähnliche Gegenstände in Frankreich kommen von Amfreville-sous-les-Monts in der Normandie, von Saint-Jean-Trolimon in der Bretagne und von Montlaurès bei Narbonne. Ein weiterer Fundort in Italien ist Canosa di Puglia in Apulien.
Das genaue Alter des Helms von Agris ist unter Archäologen nach wie vor umstritten. José Gomez De Soto (2001) plädiert für die Mitte oder die zweite Hälfte des 4. vorchristlichen Jahrhunderts. Im selben stratigraphischen Verband erschien jedoch eine zu LT B gehörende Fibel des Dux-Typs. D. W. Harding empfiehlt daher, die Herstellung des Helms im ausgehenden 4. vorchristlichen Jahrhundert anzusiedeln. In ihrer Arbeit aus dem Jahr 2010 veranlassen die Ornamente des Helms als Ganzes betrachtet Gomez de Soto and Stephane Verger zur Schlussfolgerung einer Herstellung während des zweiten Viertels oder in der Mitte des 4. vorchristlichen Jahrhunderts, d. h. kurz vor 350 v. Chr.